# Compagnie & Co
La Compagnie Coloniale est une maison de thés créée à Paris en 1848 sous ce nom. En 2022, elle devient Compagnie & Co.  Elle a longtemps été installée au 19, avenue de l'Opéra à Paris. Elle fait toujours partie du paysage français dans l'univers du thé, avec un signe distinctif sur son logo : une ancre marine.

## Histoire

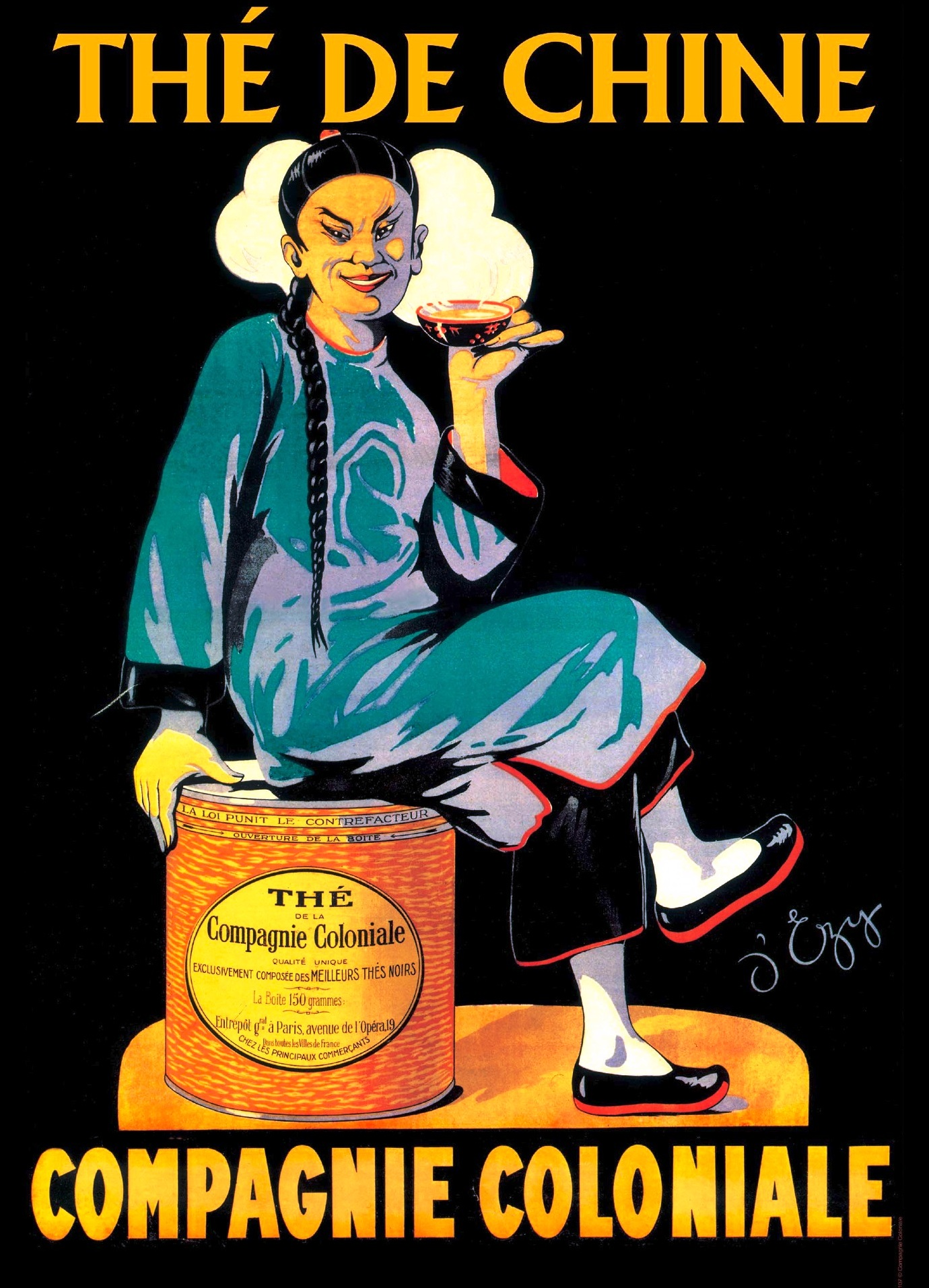
Affiche publicitaire de Compagnie & Co.

Fondée par la famille Meric, elle acquiert sa notoriété grâce à ses thés et ses chocolats[source insuffisante]. De nombreuses publicités sous forme de dessins datant du XIXe siècle attestent de l'activité et des efforts promotionnels de l'entreprise. Un des visuels relatifs à cette marque est l'affiche « Thé de Chine » de 1937, signée par l'illustrateur D'Ezy, représentant une Indochinoise assise sur une boîte de thé. L'affiche est reprise en 1967 et modernisée par le photographe Philippe Quidor.
La première usine Compagnie coloniale ouvre en 1850 rue Le Sueur, entre le Bois de Boulogne et l'arc de Triomphe. Cette usine employait cent cinquante hommes et trois cents femmes. 
Reprise par Unilever dans les années 1970, le groupe déménage la marque dans les années 1990 à l'usine de production, située jusqu'alors à Paris, dans la ville de Dissay. Revendue au début des années 2000, elle frôle la faillite en 2010, année où elle est rachetée par Vincent Balaÿ dont la gestion permet à l'entreprise de renouer avec les profits et la croissance. Il s'appuie notamment sur une stratégie de présence dans les cafés, hôtels et restaurants, qui représentent une faible portion des ventes mais une grande opportunité de visibilité. Une entrée en Bourse a lieu en juin 2015, suivie en moins d'un an d'un retrait à la suite de l'échec de cette opération.

## Compagnie coloniale devient Compagnie & Co
Son « Thé de Noël » est une marque déposée par la société.
En 2022, la marque devient Compagnie & Co.